# Aarón Quirós
Aarón Facundo Quirós (ur. 31 października 2001 w Monte Grande) – argentyński piłkarz występujący na pozycji środkowego obrońcy, od 2024 roku zawodnik Vélezu Sarsfield.